# Dipoldizam
Dipoldizam (njemački Dippoldismus) je parafilija odnosno seksualno uzbuđenje koje izaziva udaranje dlanom po stražnjici (spanking) ili slična tjelesna kazna koja se obično primjenjuje prema djeci. Ime je dobila po Andreasu Dippoldu, njemačkom učitelju i seksualnom sadistu koji je 1903. svog učenika Heinza Kocha pretukao na smrt.

## Vanjske pveznice
- (njem.) Die Datenschlag-Chronik des Sadomasochismus  Arhivirana inačica izvorne stranice od 26. svibnja 2009. (Wayback Machine)